# A549細胞

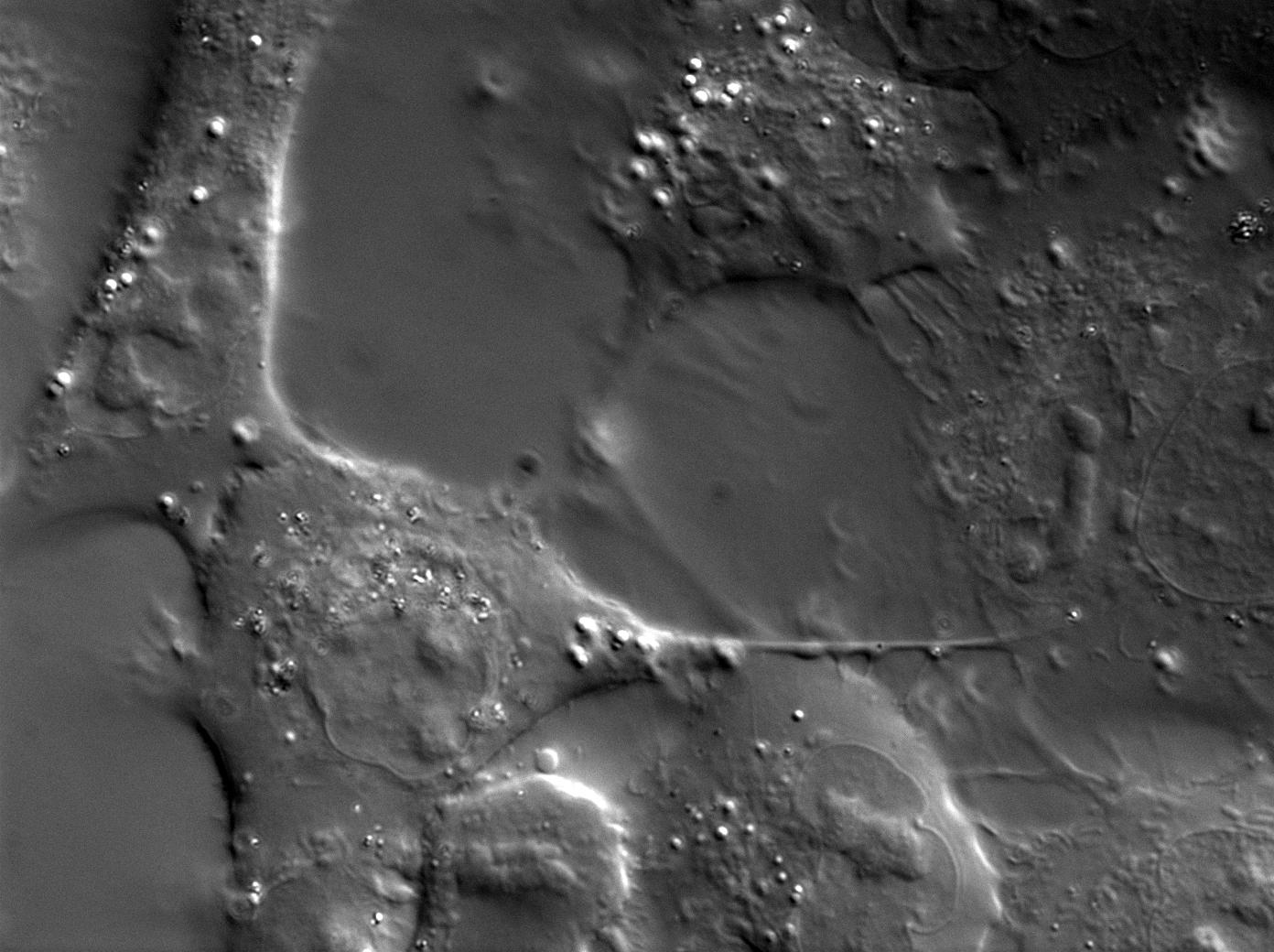
A549細胞

A549是人類非小細胞肺癌細胞系，在1972年由科學家將一個58歲白人男性的外植體腫瘤轉移並培養而成的。有研究指出側群细胞亞群約佔A549細胞總數的5.93%。在肺組織發現的A549細胞呈鱗狀，負責水和電解質等物質在整個肺泡中的擴散，又可以通過胞磷膽鹼途徑合成含有高度不飽和脂肪酸的卵磷脂。

## 科研用途
A549細胞具有快速的增生速度可歸因於環氧合酶2的大量表達。如果將A549細胞進行體外培養，就會生長為附著或緊貼在培養基上的單層細胞。當生長足夠長的時間時，A549細胞會進行細胞分化。A549細胞目前被應用作研究肺癌和開發針對其的藥物療法的模型。A549細胞已成為II型肺泡上皮細胞的模型，並且在研究肺組織的代謝過程及將藥物輸送到組織的可能機制中具有實用性。同時這些細胞已分別通過細胞培養和異種移植，在體外和體內作為紫杉醇、歐洲紫杉醇和貝伐單抗的試驗地方，以開發新的肺癌藥物。
對A549細胞的深入研究已能闡明細胞譜系樹 (pedigree-tree) 的概況，並且證明姐妹細胞 (sister cells) 之間的行為相關性。這種觀察可以作為一種測量工具，確定細胞應激及遺傳是對藥物治療的反應。A549細胞也可應用於病毒研究和相關的蛋白質表達變化。儘管A549細胞是癌細胞系，但是科研人員也會研究它對結核病的反應，特別是趨化因子的產生，因為它是由入侵的細菌誘導的。

## 外部連結
- Cellosaurus entry for A431（页面存档备份，存于）